# Сарыжаз (Алматинская область)
Сарыжаз (каз. Сарыжаз) — село в Райымбекском районе Алматинской области Казахстана. Административный центр Сарыжазского сельского округа. Код КАТО — 195859100.

## Население
В 1999 году население села составляло 4126 человек (2105 мужчин и 2021 женщина). По данным переписи 2009 года, в селе проживало 4011 человек (2023 мужчины и 1988 женщин).

## История
В селе находилось правление колхоза имени Калинина ,Курмановской волости.

## Топографические карты
- Лист карты K-44-40 Сарыжаз. Масштаб: 1 : 100 000. Состояние местности на 1986 год. Издание 1991 г.